# 黑體副獅子魚
黑體副獅子鱼，为輻鰭魚綱鮋形目杜父魚亞目狮子鱼科的其中一種。分布於西北太平洋的日本琉球海溝，屬深海底棲性魚類，棲息在水深1000至1188公尺的海域，體長可達6.9公分，生活習性不明。